# Église des Carmes de Porto
L'Igreja do Carmo ou Igreja da Venerável Ordem Terceira de Nossa Senhora do Carmo est une église baroque située dans la paroisse portugaise de Vitória à Porto.
De style baroque-rococo, elle a été construite dans la seconde moitié du XVIIIe siècle, entre 1756 et 1768, par le Tiers Ordre du Carmel, sur un projet de l'architecte José Figueiredo Seixas. La construction de l'hôpital a commencé plus tard et s'est achevée en 1801.

## Histoire
Cette église a été construite sur un terrain à côté de l'église des Carmélites, du côté ouest, donné à l'Ordre en 1752. Comme la construction de deux églises ensemble n'était pas autorisée à l'époque, la Casa Escondida do Porto a été construite entre elles, qui sépare les deux églises et mesure un peu plus de 1,5 mètre de large.
Elle a été classée monument national le 3 mai 2013, avec l'église adjacente des Carmélites.
Ces dernières années, l'Ordre du Carmel a cherché à ouvrir son vaste patrimoine au public. Initialement, la "Casa Escondida" a été ouverte, considérée par les guides locaux comme la "maison la plus étroite de la ville de Porto", et l'une des plus étroites du pays. Peu à peu, de nouveaux espaces ont été ouverts dans son contenu, et aujourd'hui il est possible de visiter le Circuit Touristique de l'Ordre du Carmel. Sont ouvertes la Casa Escondida, l'église, les catacombes (de petites dimensions), la salle noble, la salle des parements et la sacristie, permettant un aperçu des riches meubles et patrimoine immobilier de l'Ordre, qui comprend des peintures, des sculptures, des vêtements liturgiques et des reliques. Une partie du billet soutient la restauration des biens patrimoniaux de l'Ordre.

## Décoration

### Façade
La façade est de style baroque. Deux niches  flanquent la porte d'entrée et abritent les images des prophètes Élie et Élisée, les deux modèles les plus représentatifs de l'Ordre. Dans le haut du corps de la façade, des flèches et des sculptures des figures des quatre évangélistes, révélant des influences du style « baroque italien » créé par Niccolo Nasoni.

### Azulejos
La façade latérale de l'Igreja do Carmo est recouverte d'un grand panneau d'azulejos, représentant des scènes faisant allusion à la fondation de l'Ordre des Carmélites et du Mont Carmel. La composition a été conçue par Silvestre Silvestri, peinte par Carlos Branco et exécutée dans les usines de Senhor do Além et Torrinha, à Vila Nova de Gaia, et datée de 1912.

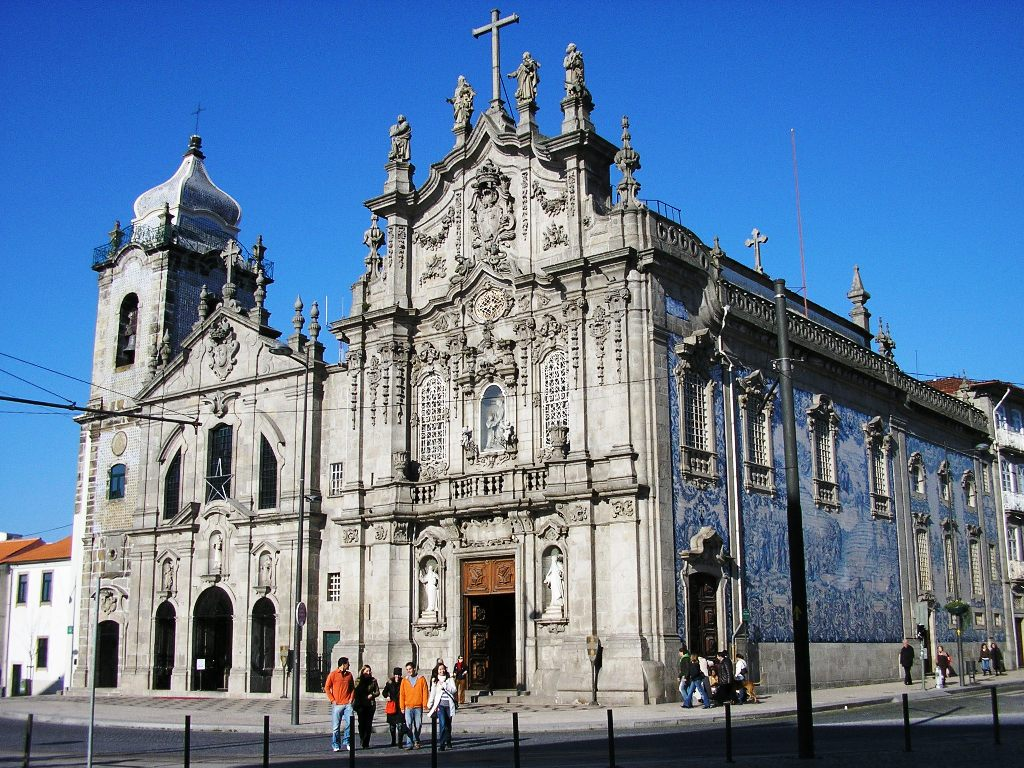
Église des Carmélites (à gauche) et Église des Carmes (à droite).
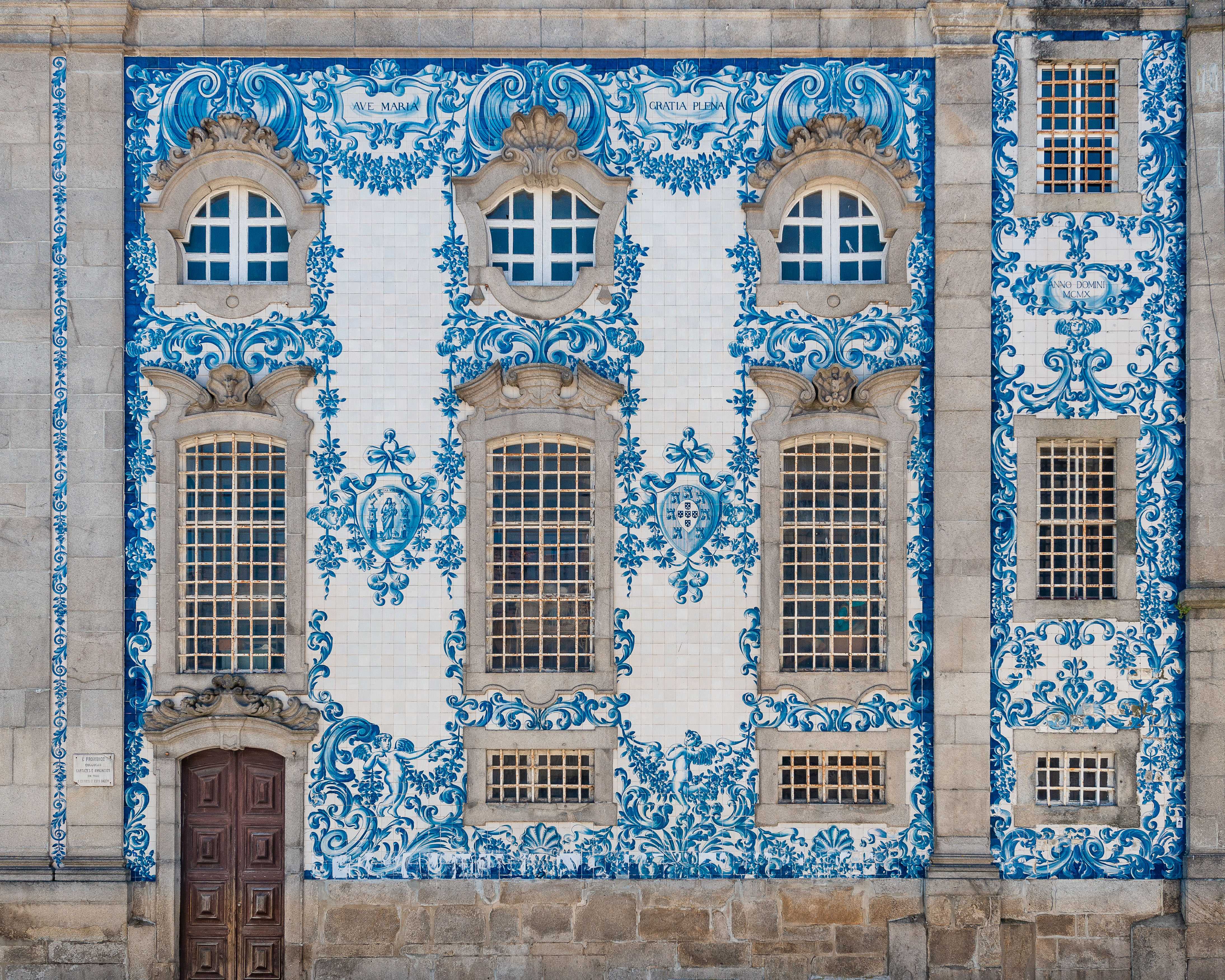
Azulejos sur la façade est.

### Intérieur
À l'intérieur de l'Igreja do Carmo, les sculptures dorées des chapelles latérales et de l'autel principal, la statuaire et plusieurs peintures à l'huile se distinguent.
Son programme iconographique est lié à la Passion, l'un des thèmes caractéristiques des Carmélites. Les images sont disposées selon un cheminement descendant, en partant du côté de l'Épître : Agonie dans le Jardin, Prison du Seigneur, Flagellation, Seigneur de Cana Verde, Ecce Homo, Seigneur sur le Chemin du Calvaire . Elle se termine par la Crucifixion : la croix sur le maître-autel et le tableau de la Résurrection du Christ au plafond.